# Devarahalli, Bhadravati
Devarahalli là một làng thuộc tehsil Bhadravati, huyện Shimoga, bang Karnataka, Ấn Độ.